# Quint Claudi Flamen
Quint Claudi Flamen (en llatí Quintus Claudius Flamen) va ser un polític i militar romà que va viure al segle iii aC. Formava part de la gens Clàudia.
Va serpretor l'any 209 aC, l'onzè any de la Segona Guerra Púnica, amb la regió salentina i Tàrent com a província, i va substituir Marc Claudi Marcel en el comandament de dues legions que formaven la 3a divisió romana contra Hanníbal. L'any 207 aC va ser propretor i el seu comandament es va prorrogar el 206 aC. El 207 aC va capturar dos númides que portaven unes cartes d'Àsdrubal Barca, que era a Placentia, dirigides a Hanníbal, que era a Metapontum, i en què es detallava el pla per la unió dels dos exèrcits cartaginesos, que mercès a això els romans van poder impedir. Probablement és la mateixa persona que Quint Claudi, tribú de la plebs el 218 aC. Aquest establí una llei per la qual cap senador o de rang senatorial, podia posseir vaixells de més de 300 àmfores de capacitat.